# 聖多明戈斯 (戈亞斯州)

13°24′27″S 46°18′51″W / 13.40750°S 46.31417°W
聖多明戈斯（葡萄牙語：São Domingos），是巴西的城鎮，位於該國中部，由戈亞斯州負責管轄，始建於1854年10月14日，面積3,296平方公里，海拔高度677米，2010年人口11,236，人口密度每平方公里3.41人。